# راسویلوه‌ها
راسویلوه‌ها (نام علمی: Mustelirallus) سرده‌ای از پرندگان از تیرهٔ یلوگان (Rallidae) است. پرندگان بومی آمریکای مرکزی و جنوبی هستند. گونه نمادین آن یلوه گلوخاکستر است.
این سرده دارای چهار گونه زیر است.
| تصویر | نام علمی                  | نام رایج     | پراکندگی |
| ----- | ------------------------- | ------------ | --- |
|       | Mustelirallus colombianus | کرک کلمبیایی | کلمبیا، اکوادور و پاناما |
|       | Mustelirallus erythrops   | کرک نوک‌رنگی  | آرژانتین، بولیوی، برزیل، کلمبیا، کاستاریکا، اکوادور، گویان فرانسه، گویان، پاناما، پاراگوئه، پرو، سورینام، ترینیداد و توباگو، و ونزوئلا |
|       | Mustelirallus albicollis  | کرک خاکستری  | کلمبیا، ونزوئلا، ترینیداد و توباگو، گویان، برزیل، بولیوی و پاراگوئه                                                                    |
|       | Mustelirallus cerverai    | یلوه زاپاتا  | بومی شبه جزیره زاپاتا در کوبا |